# Eumorphus helaeus
Eumorphus helaeus es una especie de coleóptero de la familia Endomychidae.

## Distribución geográfica
Habita en Sumatra.